# Stereophonics
Stereophonics is een rockband afkomstig uit de Zuid-Welshe plaats Cwmaman. De band bestaat uit Kelly Jones, Richard Jones, Adam Zindani en Jamie Morrison. Stereophonics wordt gezien als een van de beste Britse livebands.

## Geschiedenis

### Oprichting en beginjaren (1986-1996)
In het midden van de jaren 80 namen Kelly Jones en Stuart Cable een demo op onder de naam Zephyr. Na enkele wijzigingen in de bezetting en een ruzie tussen Jones en Cable, nadat de band optrad, terwijl Jones met vakantie was, werd Zephyr opgeheven. Enkele jaren later werd het contact hersteld, waarna een nieuwe samenwerking werd gestart. Jones en Cable benaderden verschillende muzikanten om de band aan te vullen. Uiteindelijk werd bassist Richard Jones aan de bezetting toegevoegd en ging de band als trio verder. In 1992 veranderde de band de naam in Tragic Love Company, een combinatie van de namen van hun drie favoriete bands; The Tragically Hip, Mother Love Bone en Bad Company. Ze veranderden hun naam later in Stereophonics, omdat ze meenden zo beter te kunnen doorbreken. Nog geen jaar later waren ze de eerste artiesten op het nieuwe label V2 en traden ze op in de voorprogramma's van The Who en Manic Street Preachers.

### Debuutalbum en groei (1997-2000)
In 1997 verscheen hun eerste album Word gets around, dat binnen korte tijd in Engeland al de gouden status bereikte. In 1998 werden ze uitgeroepen tot beste nieuwkomer tijdens de Brit Awards. Hierna gingen ze op tournee door Europa, Azië en Noord-Amerika. Na hun tour doken ze de studio in voor hun tweede album Performance and cocktails, dat in 1999 verscheen.

### Doorbraak, succes en overlijden Stuart Cable (2001-2010)
Het jaar daarop namen ze opnieuw een album op, dat in april 2001 werd uitgebracht. Het album zou onder de afkorting J.E.E.P. worden uitgebracht, maar de autofabrikant Chrysler protesteerde hiertegen en het album verscheen toch met de volledige titel Just enough education to perform. De release werd voorafgegaan door een akoestische solotournee van Kelly Jones. Twee jaar later kwam het album You gotta go there to come back uit. Hierin was vooral de invloed van rauwe 70's-rock merkbaar. In september 2003 werd Stuart Cable ontslagen en vervangen door ex-The Black Crowes-drummer Steve Gorman voor verschillende tours. In december 2004 werd Gormon vervangen door de Argentijn Javier Weyler.
Het vijfde album van de groep, getiteld Language. Sex. Violence. Other? verscheen in 2004. Op het album stond ook single Dakota. Het jaar daarop bracht de band een compilatiealbum uit getiteld Decade in the Sun. Het jaar daarop brachten ze een nieuw album Keep calm and carry on. De Stereophonics speelde hun lied I got your number  tijdens de medailleceremonie van de Olympische Winterspelen 2010 op 20 februari 2010. In datzelfde jaar stonden ze ook voor het eerst in een uitverkocht Cardiff City Stadium. Twee dagen later werd hun oud-drummer Stuart Cable dood gevonden in diens huis.

### Graffiti on the trainen later werk (2011-heden)
In maart 2013 werd het album Graffiti on the train uitgebracht en de eerste single van dat album Indian summer wist de UK Singles Chart te halen. Ongeveer twee jaar later speelde Stereophonics in de Royal Albert Hall. In september 2015 brachten ze hun negende studioalbum Keep the village alive uit, gevolgd door Scream above the sounds'in 2017.
De band kondigde in september 2019 een tournee in 2020 aan ter promotie van het album Kind.

## Discografie
- Word gets around, 1997
- Performance and cocktails, 1999
- Just enough education to perform, 2001
- You gotta go there to come back, 2003
- Language. Sex. Violence. Other?, 2005
- Pull the pin, 2007
- Keep calm and carry on, 2009
- Graffiti on the train, 2013
- Keep the village alive, 2015
- Scream above the sounds, 2017
- Kind, 2019
- Oochya!, 2022
- Make 'em Laugh, Make 'em Cry, Make 'em Wait, 2025

### NPO Radio 2 Top 2000
| Nummers met noteringen in de NPO Radio 2 Top 2000 | '14  | '15  | '16  | '17  | '18  | '19  | '20  | '21  | '22  | '23  | '24  |
| ------------------------------------------------- | ---- | ---- | ---- | ---- | ---- | ---- | ---- | ---- | ---- | ---- | ---- |
| Dakota                                            | -    | -    | 1817 | 1603 | 1874 | 1946 | 1841 | 1855 | 1816 | 1870 | 1655 |
| Maybe tomorrow                                    | 1747 | 1647 | 970  | 1275 | 1584 | 1723 | 1634 | 1689 | 1753 | 1771 | 1675 |

1. ↑  Een '-' betekent dat het nummer niet was genoteerd en een vetgedrukt getal geeft de hoogste notering van een nummer aan.
2. ↑  2014 was het eerste jaar met een notering voor Stereophonics.